# سیندی آکسنه
سینتیا لین آکسن ( متولد ۲۰ آوریل ۱۹۶۵) یک سیاستمدار آمریکایی است که از سال ۲۰۱۹ تا ۲۰۲۳ به عنوان نماینده ایالات متحده از ناحیه سوم کنگره آیووا خدمت کرده است. او در حال حاضر مشاور ارشد وزارت کشاورزی ایالات متحده تحت دولت بایدن است.
آکسنه در سال ۱۹۶۵ در گراند راپیدز، میشیگان، دختر تری و جوآن وادل به دنیا آمد. او از دبیرستان ولی در غرب د موین، آیووا فارغ‌التحصیل شد. او مدرک لیسانس روزنامه‌نگاری را از دانشگاه آیووا و کارشناسی ارشد مدیریت بازرگانی از دانشگاه نورث وسترن گرفت.